# Phản xạ hành hang
Phản xạ hành hang, phản xạ cơ hành hang hoặc "phản xạ Osinski " là một phản xạ đa khớp thần kinh (synap) dùng để kiểm tra sốc tủy và đánh giá tình trạng chấn thương tủy sống.

## Kỹ thuật
Nghiệm pháp được thực hiện như sau: theo dõi sự co thắt cơ vòng trong / ngoài hậu môn phản xạ với việc nắn quy đầu hoặc âm vật, hoặc kéo giật ống thông tiểu đang đặt sẵn. Phản xạ này cũng có thể được kiểm tra bằng máy đo sinh lý điện, bằng cách kích thích dương vật hoặc âm hộ và ghi nhận hoạt động điện ở cơ thắt hậu môn. Phương thức kiểm tra này được sử dụng trong kiểm soát sinh lý thần kinh trong lúc phẫu thuật để rà soát chức năng các rễ cảm giác và vận động cũng như nón tủy. 

## Chấn thương
Phản xạ hành hang qua trung gian cột sống và liên quan đến S2 - S4. Mất phản xạ trên người bị liệt cấp tính do chấn thương cho biết có tình trạng sốc tủy trong khi nếu phản xạ còn thì nghĩ đến việc đứt tủy sống. Thông thường, phản xạ này là một trong những phản xạ đầu tiên hồi phục sau sốc tủy. Mất chức năng vận động và cảm giác sau khi phản xạ này đã hồi phục cho biết tổn thương tủy hoàn toàn. Mất phản xạ này trong những trường hợp không nghi ngờ có sốc tủy có thể hướng đến một tổn thương hoặc chấn thương nón tủy hoặc các rễ thần kinh cùng.